# ミノゴイ
ミノゴイ（蓑五位、学名:Nyctanassa violacea）は、ペリカン目サギ科に分類される鳥類の一種である。現在は1属1種であるが、本種が属するミノゴイ属には他に絶滅種が存在する。

## 分布
アメリカ東部、中央アメリカから、コロンビア、ベネズエラまでと、西インド諸島、ガラパゴス諸島に分布する。

## 形態
体長55-70 cm。亜種により大きさが異なる。顔は黒色で、頭頂部は黄色みのある白色、眼の後ろから頬の部分に太い白線が入る。後頭部には数本の白く長い冠羽がある。体の上面は黒灰色で白い縦斑が入る。頸から下の体の下面は灰色である。嘴は黒色、脚は橙色。

## 生態
森林の沼地に生息する。
カエル、甲殻類、昆虫類等を捕食する。
水辺の樹上にコロニーを形成して繁殖し、1腹4-5個の卵を産む。抱卵期間は21-25日である。雌雄ともに抱卵、育雛する。雛は25-26日で巣立ちする。

## 亜種
以下の4亜種に分類される。
- Nyctanassa violacea violacea
- Nyctanassa violacea bancrofti
- Nyctanassa violacea caliginis
- Nyctanassa violacea pauper